# Sciurus ignitus argentinius
El nuecero, ardilla roja o ardilla de las yungas (Sciurus ignitus argentinius) es una de las subespecies en que se divide la especie Sciurus ignitus (subgénero Guerlinguetus). Este esciúrido habita en bosques húmedos y selvas de montaña del centro-oeste de Sudamérica. 

## Taxonomía
Descripción original
Esta subespecie fue descrita originalmente en el año 1921 por el mastozoólogo británico Michael Rogers Oldfield Thomas, con el nombre científico de Sciurus ignitus, es decir, como una especie plena.
Historia taxonómica
Normalmente es tratada solo como una subespecie de Sciurus ignitus, sin embargo, la condición de especie plena otorgada por su descubridor fue ratificada por Emmons y Feer en el año 1999. Si bien esta última decisión taxonómica no fue apoyada con documentación convincente que lo fundamente, tampoco se ha argumentado contundentemente la razón de sumergirla subespecíficamente en S. ignitus por lo cual se postuló que una revisión exhaustiva concluiría en elevar nuevamente al taxón a un nivel específico.
Holotipo
El holotipo designado es el catalogado como: BMNH 21.11.1.9. La serie completa de la localidad incluye otros 6 ejemplares (BMNH 21.11.1.4, 21.11.1.5, 21.11.1.6, 21.11.1.7, 21.11.1.8, 21.11.1.10 y 21.11.1.106).
Localidad tipo
La localidad tipo referida es: “Higuerilla (en una altitud de 2000 msnm), departamento de Valle Grande, Jujuy, Argentina”.
Etimología
Etimológicamente, el término subespecífico argentinius es un topónimo que refiere al país en el cual fue capturado el ejemplar tipo: la República Argentina.

## Distribución y hábitat
Este roedor se distribuye en el centro-oeste de América del Sur, en el centro-sur de Bolivia (en los departamentos de: Chuquisaca, Santa Cruz (occidente) y Tarija) y el noroeste de la Argentina, en las provincias de Jujuy y Salta.
En el sector norte de Bolivia (curso superior del río Beni) es reemplazada por la subespecie típica: Sciurus ignitus ignitus Gray, 1867 mientras que hacia el este boliviano (hacia el este del departamento de Santa Cruz) es sustituida por Sciurus ignitus boliviensis Osgood, 1921.
Sciurus ignitus argentinius habita en ambientes montañosos, con vegetación correspondiente a la selva montana y al bosque montano de las yungas, en altitudes desde los 900 y alcanzando los 2600 m s. n. m. en los bosques de aliso del cerro.
Tiene hábitos arborícolas y diurnos. Su alimentación es frugívora/granívora y escansorial. Es particularmente más común en bosques dominados por el nogal criollo, debido a que los frutos de este árbol constituyen un componente destacado de su dieta.
si bien sus hábitos de vida todavía no se conocen adecuadamente.
Se han capturado juveniles en octubre y noviembre.

## Conservación
En la Argentina está clasificado como un taxón “casi amenazado”, en razón del deterioro de la calidad de su hábitat.